# حمیدالدین کرمانی
نام کامل او حمید الدین ابوالحسن احمد بن عبدالله کرمانی است و ملقب به ججة العراقین است. او فیلسوف و متکلم اسماعیلی مذهب است. وی اصالتاً اهل ایران است و احتمالاً از مردم کرمان بوده‌است. گویا بیشتر عمر خود را به عنوان مبلغ و داعی فاطمیان در بغداد و بصره فعالیت کرده‌است. حمید الدین کرمانی هم عصر با خلیفه فاطمی الحاکم بامرالله بود و یکی از فیلسوفان مشهور و سخنگوی فلسفه مذهب اسماعیلی شناخته می‌شود.

## زندگی حمیدالدین کرمانی
دربارهٔ او بسان دیگر داعیان اسماعیلی که عمدتاً فعالیت‌های سری داشتند اطلاعات کمتری در اختیار است. همین اندازه پیداست که وی احتمالاً از مردم کرمان بود، به سال ۳۵۲ق. /۹۶۳م زاده شده و بیشترین فعالیت‌های خود را در عراق، به ویژه بغداد و بصره و از آن پس در نواحی شمال شرق عراق و نیز نواحی مرکزی ایران پی گرفت.
تأثیر فعالیت‌های او در عراق آن اندازه بود که توانست مقلد بن یوسف کارگزار حکومت عباسی در موصل را به کیش اسماعیلی درآورد و کاری کند که در سال ۳۸۲ق. /۹۹۲م. در موصل بر منبر به نام خلیفه فاطمی وقت یعنی عزیز خطبه بخوانند.
کرمانی که خود از بزرگان اسماعیلیه شرق و یکی از پرکارترین نویسندگان و فیلسوفان اسماعیلی و از شاگردان ابویعقوب سجستانی بود ظاهراً برای نخستین بار در دوره خلافت عزیز به مصر رفت و دیگر بار نیز در هنگامی که گروه‌های تندرو اسماعیلی -همان‌ها که سلف دروزیان شدند- دربارهٔ حاکم راه غلو در پیش گرفته و او را تا حد خدایی بالا برده بودند به دعوت ختکین، داعی الدعاة وقت مصر، روانه آن سامان شد و در سال ۴۰۷ یا ۴۰۸ قمری/ ۱۰۱۶ یا ۱۰۱۷ میلادی به قاهره رسید.. وی در آنجا مباحثی که دربارهٔ ماهیت امامت فاطمیان رخ نموده بود دخالت کرد و چندی بعد به عراق بازگشت. ا کتاب راحة العقل خود را در همین زمان تألیف کرد. کرمانی به روایتی در سال ۴۰۸ قمری - ۱۰۱۷ میلادی و ۱۰۱۸ میلادی و به روایت پذیرفته تر پس از ۴۱۱ قمری / ۱۰۲۰ و ۱۰۲۱ میلادی در گذشته‌است.

## آثار حمید الدین کرمانی
کرمانی از فلاسفه پرکار اسماعیلی و در واقع حلقه واسطه‌ای میان دانشوران اسماعیلیه شرق و اسماعیلیه فاطمی است؛ و در امر تلفیق دیدگاه فلاسفه اسماعیلی پیشتاز و ممتاز بوده و آثار فراوانی از خود بر جای گذاشته‌است. شمار آثار او را افزون بر سی کتاب و رساله دانسته‌اند و از جمله مهم‌ترین آنهاست:
- المصابیح فی اثبات الامامه: وی در این کتاب پس از طرح مباحثی دربارهٔ خلقت و نبوت از امامت، عصمت و تعیین امام از رهگذر نص سخن به میان آورده‌است.
- راحة العقل: این کتاب از مهم‌ترین کتابهای فلسفی اسماعیلی است که در آن در چهارچوب ساختاری مبتنی بر تقسیم‌های هفت تایی فصول و مباحث، از توحید و صفات خداوند و سپس فیض و ابداع و سلسله مبدعات بحث شده‌است.[۳]
- الریاض فی الحکم بین (الصادین) صاحبی الاصلاح و النصره: همان گونه که از نام کتاب پیداست و پیشتر هم اشاره شد کرمانی این کتاب را در داوری میان نظریه‌های سه تن از اندیشوران اسماعیلی یعنی نسفی، ابوحاتم رازی و ابویعقوب سجستانی نوشت و در آن ضمن به دست دادن تصویری از نظریات نسفی در المحصول و نقد آن از سوی ابوحاتم رازی در الاصلاح و پاسخ به این نقد در النصره سجستانی به نقد و داوری دربارهٔ آن‌ها پرداخت. مباحث این کتاب دربارهٔ نفس یا منبعث اول، عقل یا مبدع اول، حرکت و سکون، هیولی و صورت، اقسام عام، وقف و قدر، شریعت آدم و وصی نوح و توحید و مبدع اول است.[۴]
- الرساله الدرّیه فی معنی التوحید الموّحد و الموحَّد که در باب توحید است.
- مباسم البشارات بالامام الحاکم بامرالله
- تنبیه الهادی و المهتدی که به رد عقاید مخالفان اعم از اهل تسنن و شیعیان دوازده امامی می‌پردازد[۵]

## اهمیت و جایگاه کرمانی در مذهب اسماعیلی
جایگاه کرمانی و اندیشه او بدان بازمی‌گردد که وی در آثار خود و به ویژه در راحة العقل ضمن دفاع از عقاید اسماعیلی، می‌کوشد تا فلسفه اسماعیلی را به صورتی سامان یافته به تصویر کشد و نظام جهانشناختی اسماعیلی را که از اسماعیلیان متقدم اثر پذیرفته‌است ترسیم کند.
آقای فرهاد دفتری در کتاب خود «تاریخ و عقاید اسماعیلیه» در مورد اهمیت و جایگاه فعالیت‌ها و آثار کرمانی در مبانیی کلامی مذهب اسماعیلیان چنین می‌گوید: «هر چند فاطمیان نظام جهانشناسی کرمانی را نپذیرفتند، این جهانشناسی با بعضی تغییرات و اصلاحات بعدها مورد بهره‌برداری دعوت طیبی در یمن قرار گرفت و بلکه جایگزین نظام قدیمتر فاطمی که مبتنی بر آثار النسفی، السجستانی و ابوحاتم بود شد.»
به هر روی، کرمانی یکی از نمایندگان اسماعیلیه شرق است که بیشترین تلاش را در تدوین اندیشه اسماعیلیه به ویژه در باب ابداع و سلسله مبدعات انجام داده و تحلیلی کامل را در این باره فرو نهاده‌است. اما با آنهم جایگاه این مبلغ مشهور در میان اسماعیلیان خیلی مهم است و کتاب‌های او جز مهم‌ترین متون کهن فلسفی مذهب اسماعیلی تلقی می‌گردد.